# Альбайсін
Альбайсін (ісп. El Albayzín, El Albaicín) — район Гранади, Іспанія, архітектура та планування якого успадковані від мусульманського періоду середньовічної Іспанії. Доданий до списку Всесвітньої спадщини ЮНЕСКО разом з фортецею Альгамбра і садами Хенераліфе.

## Опис
Альбайсін розташований на північ від річки Даррен на пагорбі навпроти Альгамбри, підноситься над Нижнім містом. Це середньовічна частина Гранади. Назва кварталу, ймовірно, пов'язано з араб. Rabad el-BayyazinRabad el-Bayyazin — «квартал сокольничих».
Серед відомих пам'яток — вузькі вулички, руїни арабського лазневого комплексу, археологічний музей Гранади, церква святого Миколая, церква святого Сальвадора, побудована на місці зруйнованої мечеті. В Альбайсіні знаходиться декілька оригінальних маврських будинків і багато ресторанів.

## Історія
Ппагорб, на якому розташований Альбайсін, був заселений ще за часів Стародавнього Риму. У середині VIII століття правитель регіону Асап бен Абдеррахман побудував фортецю (касба) на місці сучасної Плаза-де-Сан-Ніколас. В XI столітті династією Зірідів була побудована додаткова оборонна споруда, навколо стало зростати місто. У період правління династії Насридів місто процвітало, що відбилося у розвитку району в середині XIV століття — він став кварталом арабських і єврейських майстрів і торговців. Після завершення Реконкісти у 1492 населення зросло до 60 тис.

## Галерея

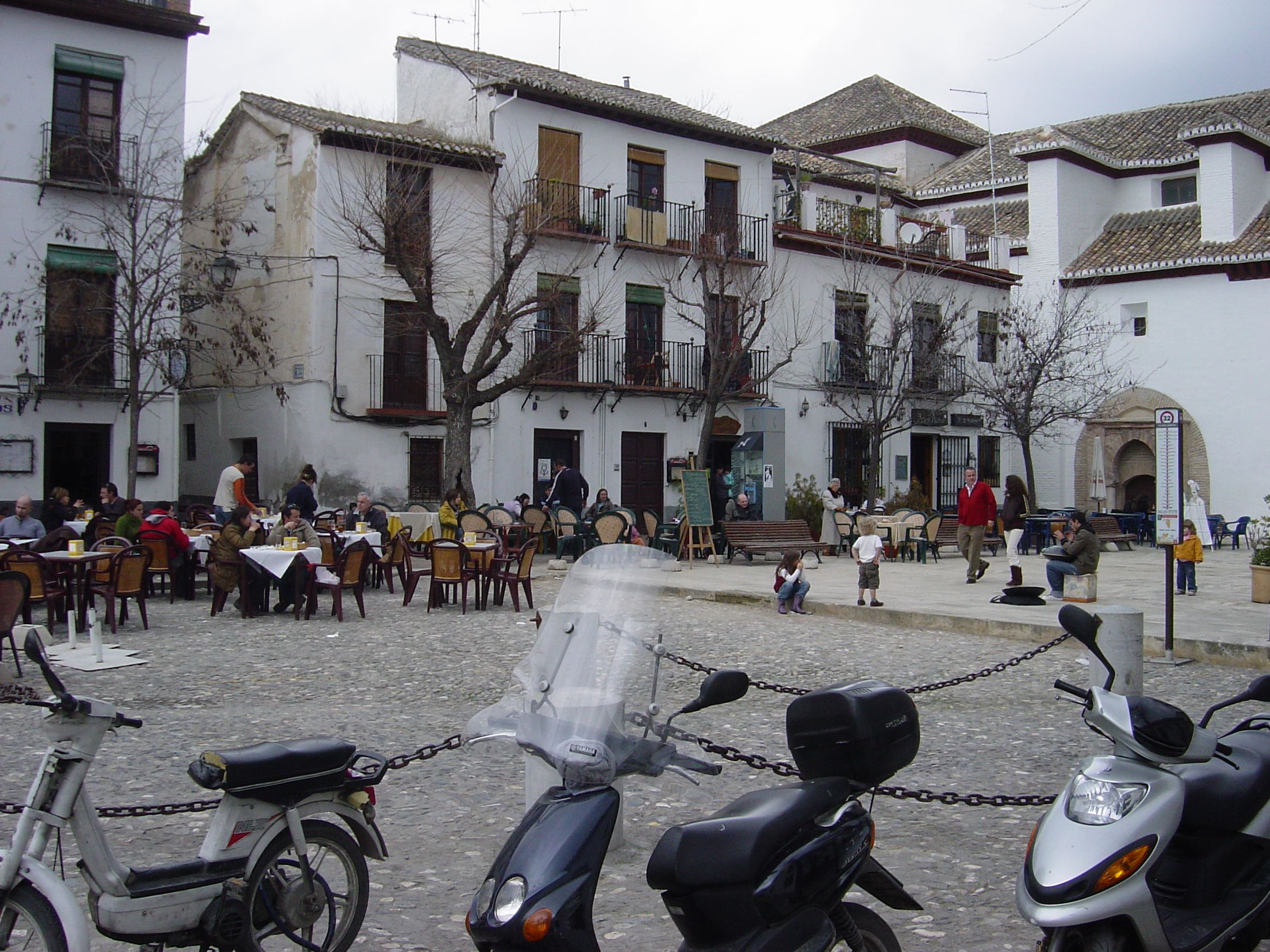
Альбайсін
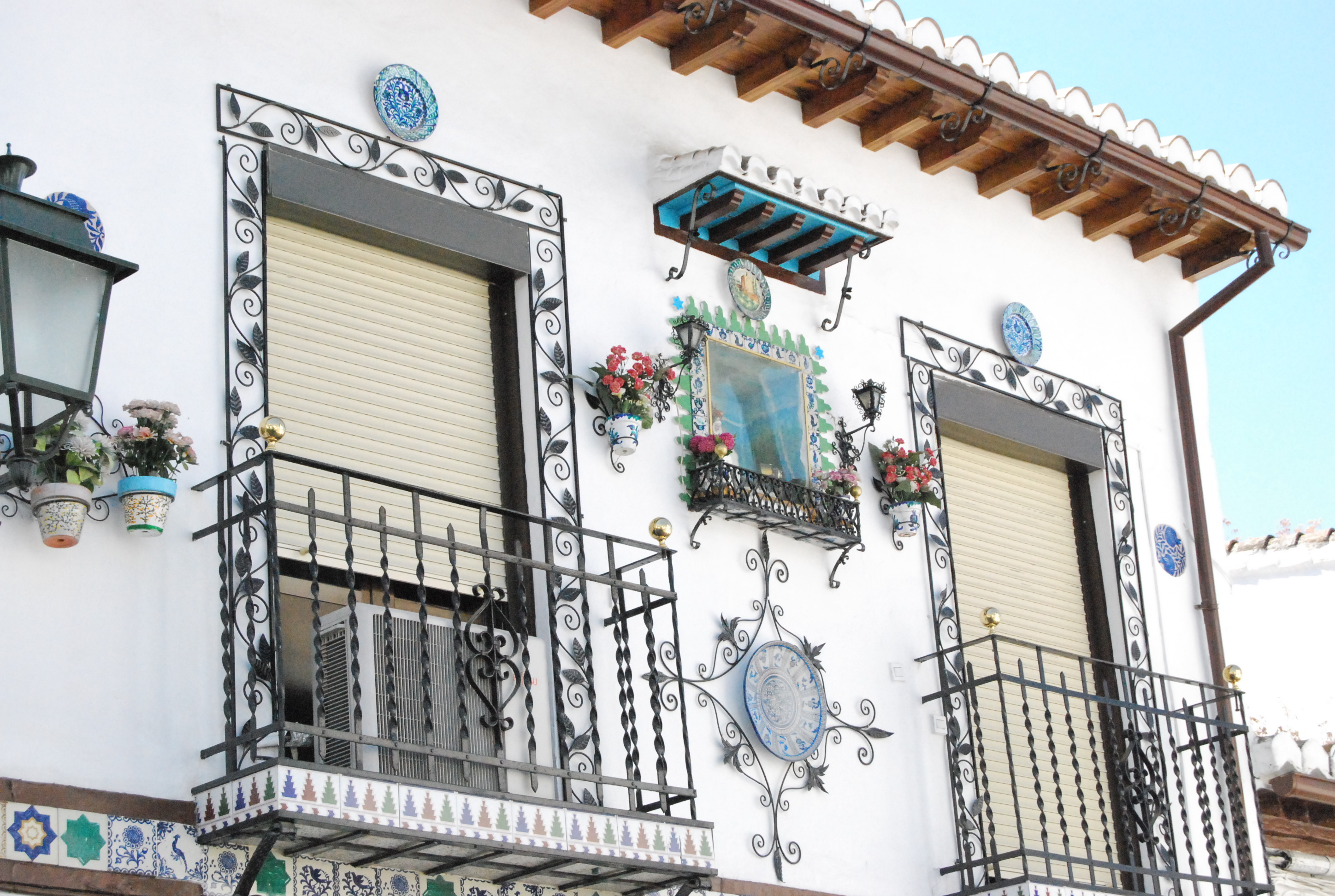
Типовий фасад будинку в Куеста-де-Альхакаба
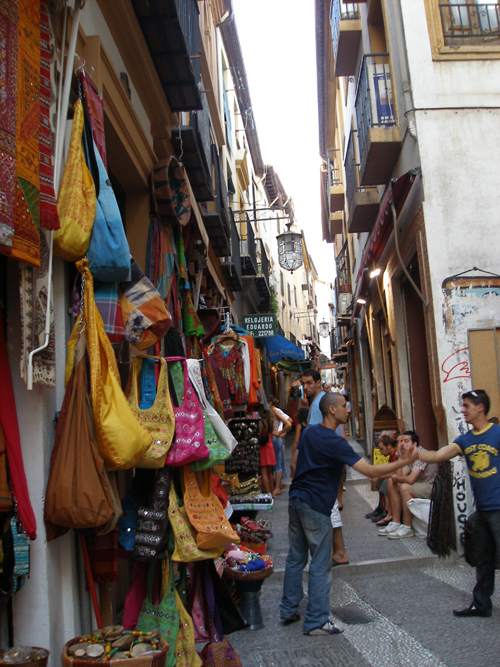
Вулиця Кальдерерия
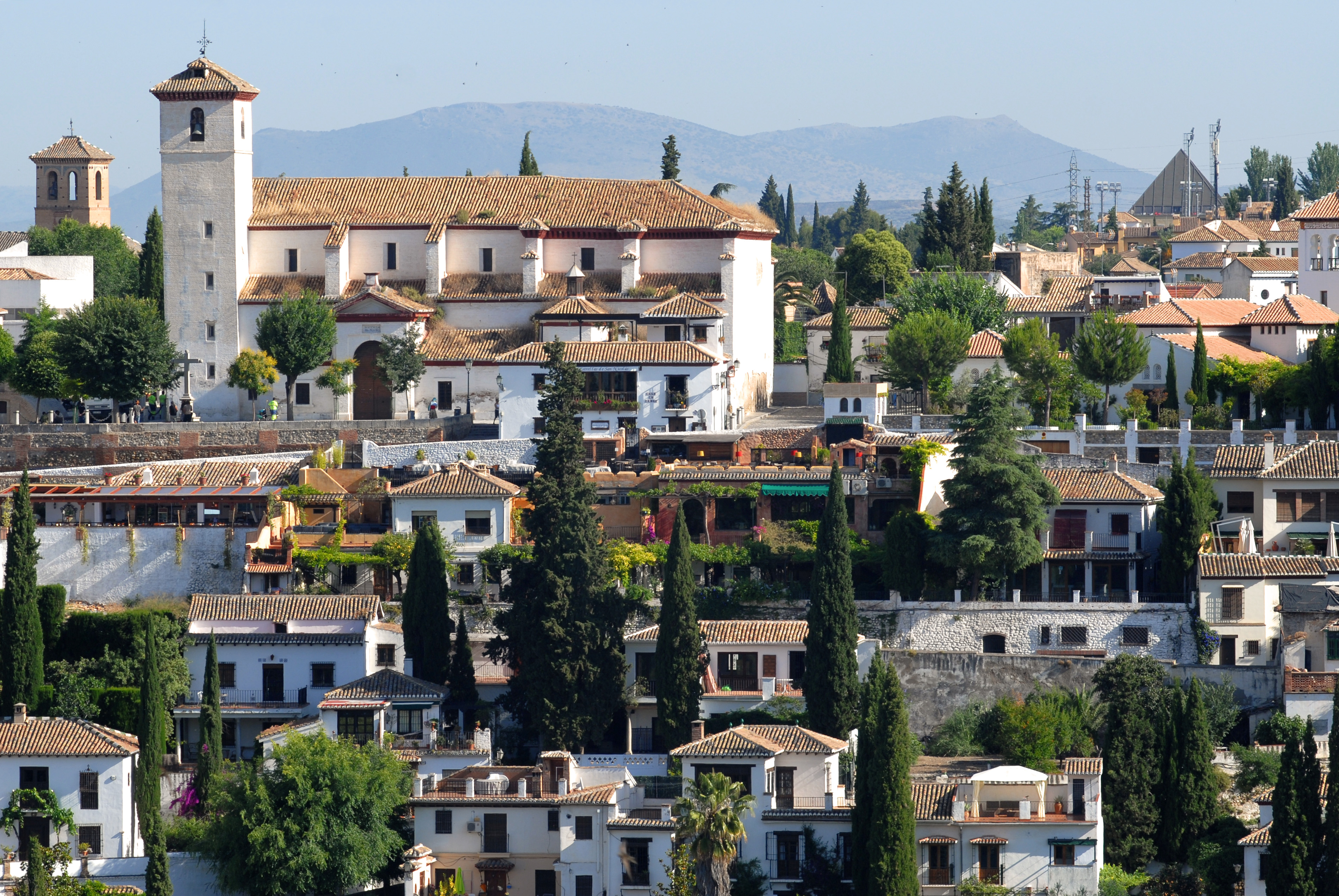
Вид Верхнього Альбайсіна